# The Red Snow
The Red Snow è un cortometraggio muto del 1921 interpretato da Juanita Hansen. Non si conoscono altri dati del film.